# David Neville
David Neville (* 1. června 1984 Merrillville, Indiana) je americký atlet, sprinter, jehož specializací je běh na 200 a 400 metrů.
Na letních olympijských hrách v Pekingu byl členem americké štafety na 4×400 metrů, která ve finále časem 2:55,39 vytvořila nový olympijský rekord. Členy štafety dále byli LaShawn Merritt, Angelo Taylor a Jeremy Wariner. Na olympiádě v Pekingu získal také bronzovou medaili na hladké čtvrtce, kterou ve finále zaběhl v čase 44,80. V roce 2009 doběhl třetí na světovém atletickém finále v Soluni.